# Sterowiec

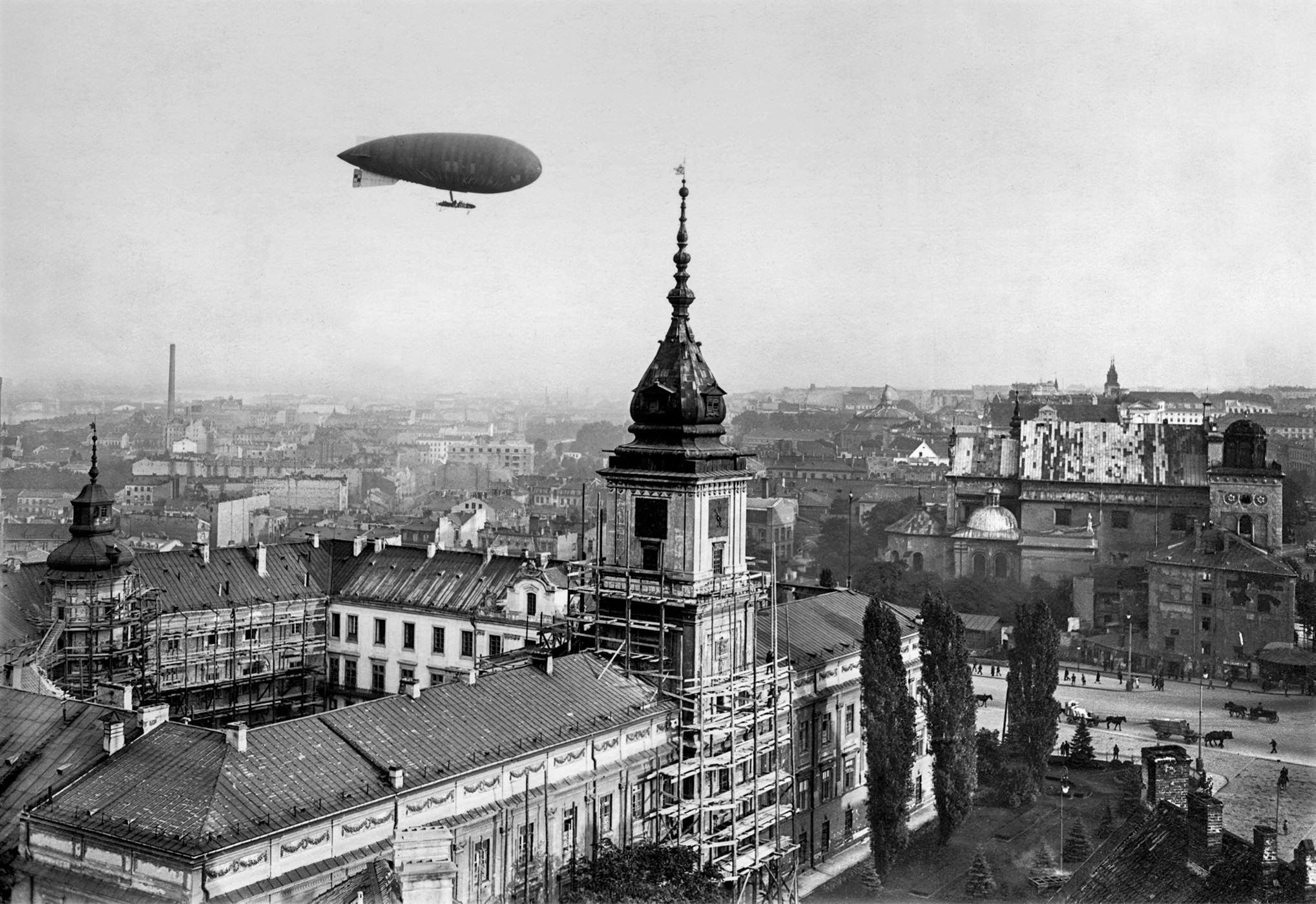
Polski Lech nad Warszawą – 1926

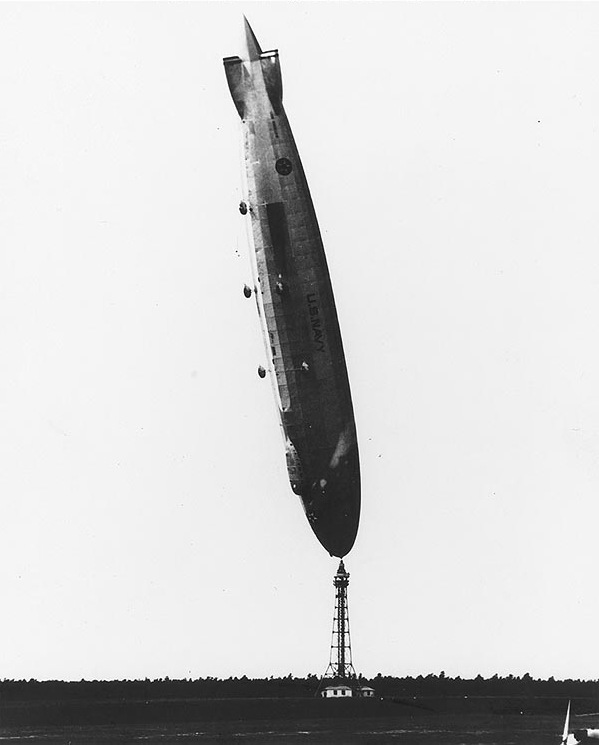
W 1927 w czasie cumowania 201-metrowego USS Los Angeles nagle zmienił się kierunek wiatru i nie zdążono obrócić sterowca wokół wieży zgodnie z nowym kierunkiem wiatru. Sterowiec wyszedł z tej akrobacji tylko z drobnymi uszkodzeniami.

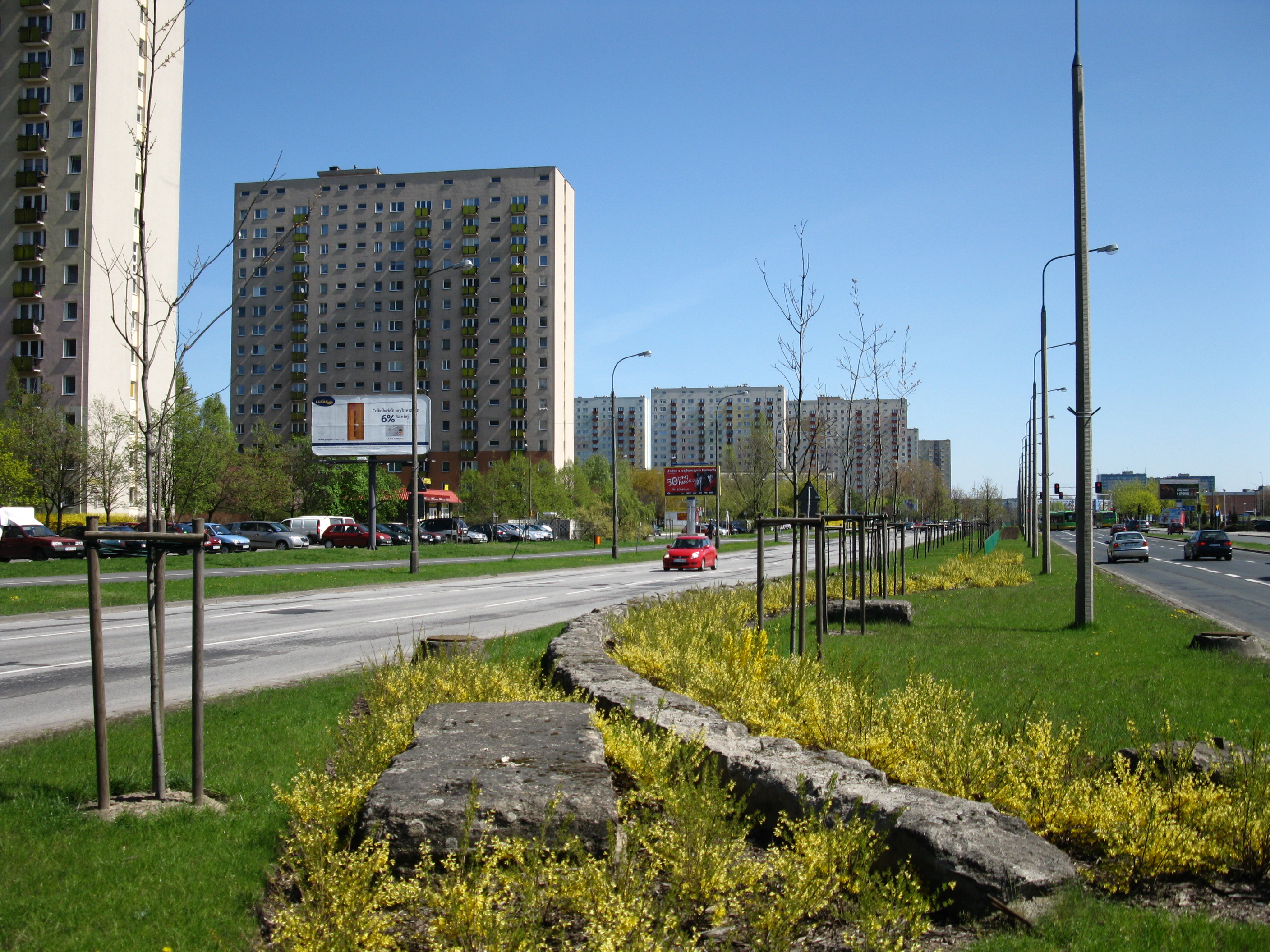
Pozostałości hali sterowców przy Al. Solidarności w Poznaniu

Sterowiec – aerostat (statek powietrzny lżejszy od powietrza), od balonu różniący się posiadaniem steru i napędu, dzięki którym może się samodzielnie poruszać, niezależnie od otaczającego go powietrza.

## Historia
W 1851 roku Henri Jules Giffard zgłosił patent na zastosowanie maszyny parowej do napędu statków powietrznych. Opracował pierwowzór sterowca – balon wyposażony w śmigło napędzane maszyną parową o mocy 2,2 kW. 24 września 1852 wzniósł się z hipodromu w Paryżu na wysokość 1800 m i pokonał 27-kilometrową trasę do Élancourt koło Trappes z prędkością około 9 km/h.
9 sierpnia 1884 r. w Chalais-Meudon kpt. Charles Renard (1847–1905) i kpt. Arthur Krebs (1850–1935) pokonali 7,6-kilometrową trasę sterowcem La France z prędkością niemal 20 km/h (5,5 m/s). Sterowiec o wydłużonym kształcie miał podwieszoną gondolę, na końcu której był zamocowany silnik elektryczny o mocy 6,6 kW ze śmigłem. Statkiem kierowano za pomocą steru.
Na początku XX wieku Niemiec Ferdinand von Zeppelin (1838–1917) skonstruował nowy rodzaj sterowca – Luftschiff-Zeppelin 1. Zamiast powłoki wypełnionej gazem, która zmieniała swój kształt, zastosował szkielet obciągnięty impregnowaną tkaniną. Dzięki sztywnej konstrukcji sterowiec miał stały kształt. Od nazwiska konstruktora sterowce o sztywnej konstrukcji nazywano zeppelinami.
Pierwszy zeppelin miał długość 126,8 m i średnicę 11,6 m. Jego napęd stanowiły dwa silniki spalinowe Daimler o mocy 5 kW. 2 lipca 1900 r., o godzinie 20:00, wzniósł się wraz z 5 osobami i 350 kg balastu, po czym wykonał 18-minutowy lot z Friedrichshafen nad Jeziorem Bodeńskim. Już podczas drugiej próby uzyskał prędkość około 27 km/h.
Sterowiec w środku zawiera komory wypełnione gazem lżejszym od powietrza – helem lub wodorem.

## Podział sterowców

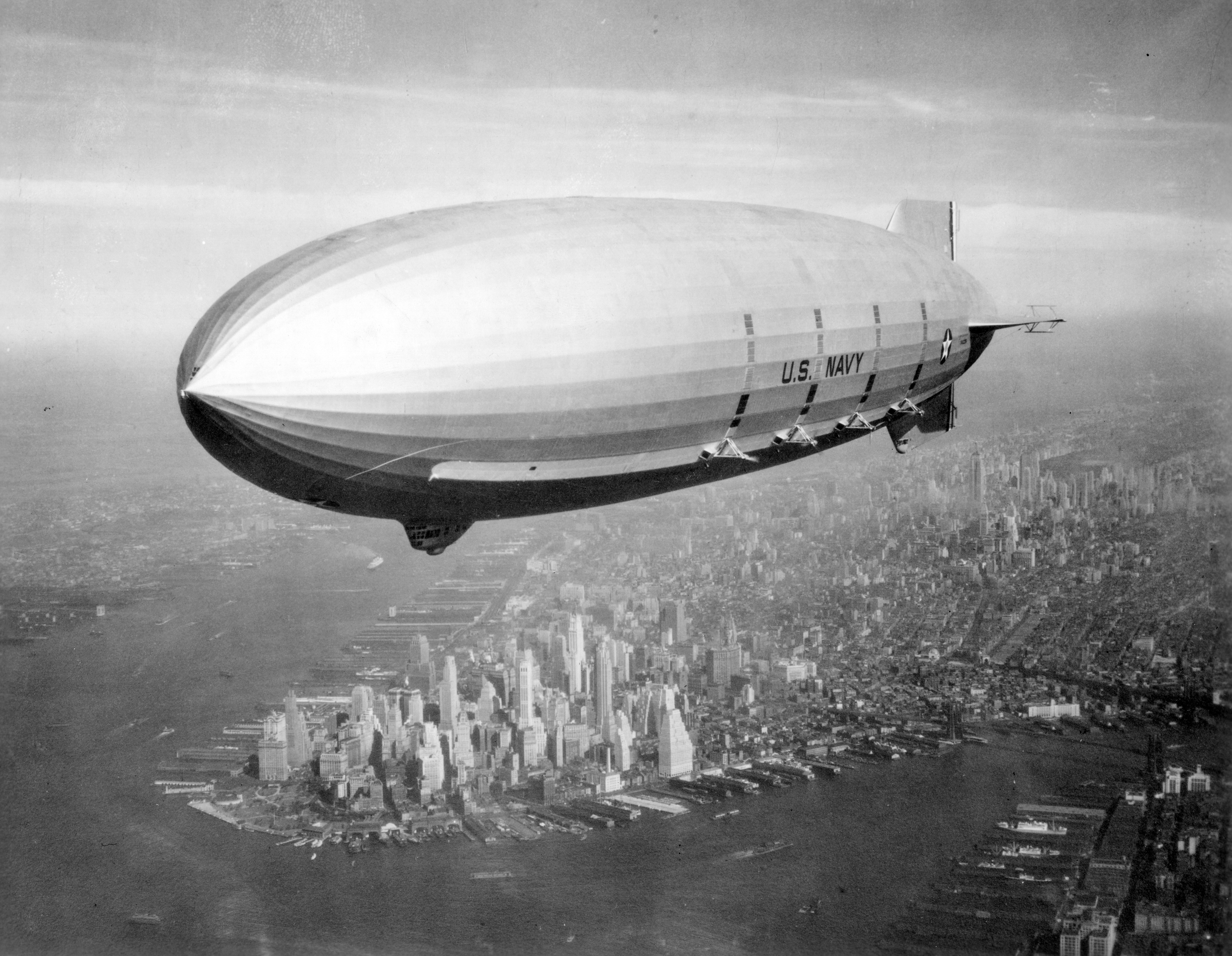
USS Macon (ZRS-5) nad Nowym Jorkiem – 1933

- szkieletowe: np. LZ127 Graf Zeppelin, LZ129 Hindenburg
- półszkieletowe: np. Italia, N1 Norge, Zeppelin NT
- ciśnieniowe, których właściwy kształt powłoki utrzymywany jest przez nadciśnienie gazu wewnątrz powłoki. Wewnątrz powłoki takiego sterowca znajdują się balony z gazem i balonety, zapewniające właściwe, pełne wypełnienie powłoki, niezależnie od stopnia zwiększenia lub zmniejszenia objętości balonów głównych, spowodowanych temperaturą, wysokością itp.[3]

## Współczesne wykorzystanie
Coraz większą popularnością na świecie, jako efektowny i efektywny nośnik reklamy, cieszą się sterowce reklamowe. O ile na wykorzystywanie dużych załogowych sterowców reklamowych mogą pozwolić sobie tylko największe światowe koncerny, o tyle zdalnie sterowane sterowce reklamowe o długości 10–11 m mogą być wykorzystywane przez większość firm. Ponieważ sterowiec taki może latać znacznie niżej niż jego załogowy odpowiednik, z ziemi jest równie dobrze widoczny.

## Polskie sterowce
- Lech
- Motobalon WBS
- WBS LOPP (niezrealizowany projekt)
- SP-BSC
  - LOPP
  - Motobalon ZB